# Kumbaragollahalli, Bangarapet
Kumbaragollahalli là một làng thuộc tehsil Bangarapet, huyện Kolar, bang Karnataka, Ấn Độ.